# Mikko Rimminen
Mikko Rimminen, född 8 maj 1975 i Helsingfors i Nyland, är en bästsäljande finländsk romanförfattare och poet. Han var nominerad till Finlandiapriset 2004, och han vann det 2010.